# Stanislav Tereba
Stanislav Tereba, né à Prague le 2 janvier 1938 et mort le 17 janvier 2023, est un photographe tchèque de l'Associated Press, lauréat du World Press Photo of the Year 1959.

## Biographie
Stanislav Tereba commence à travailler comme photographe professionnel en 1958 pour le magazine tchécoslovaque Vecerni Praha, où il reste attaché pendant trente-quatre ans en tant que photojournaliste de sport. Au cours de sa carrière, il a remporté de nombreux autres prix, dont le prix de la meilleure photographie de presse tchécoslovaque et le premier prix dans une exposition des cent meilleures photographies sportives de l'année.

### La photo gagnante
La photo primée (en noir et blanc) dépeint Miroslav Čtvrtníček, gardien de l'AC Sparta Prague, sous la pluie battante, lors d'un match contre le Cervená Hvezda Bratislava.

## Récompenses et distinctions
- 1959 : World Press Photo of the Year[2]